# Giethoorn-arrest

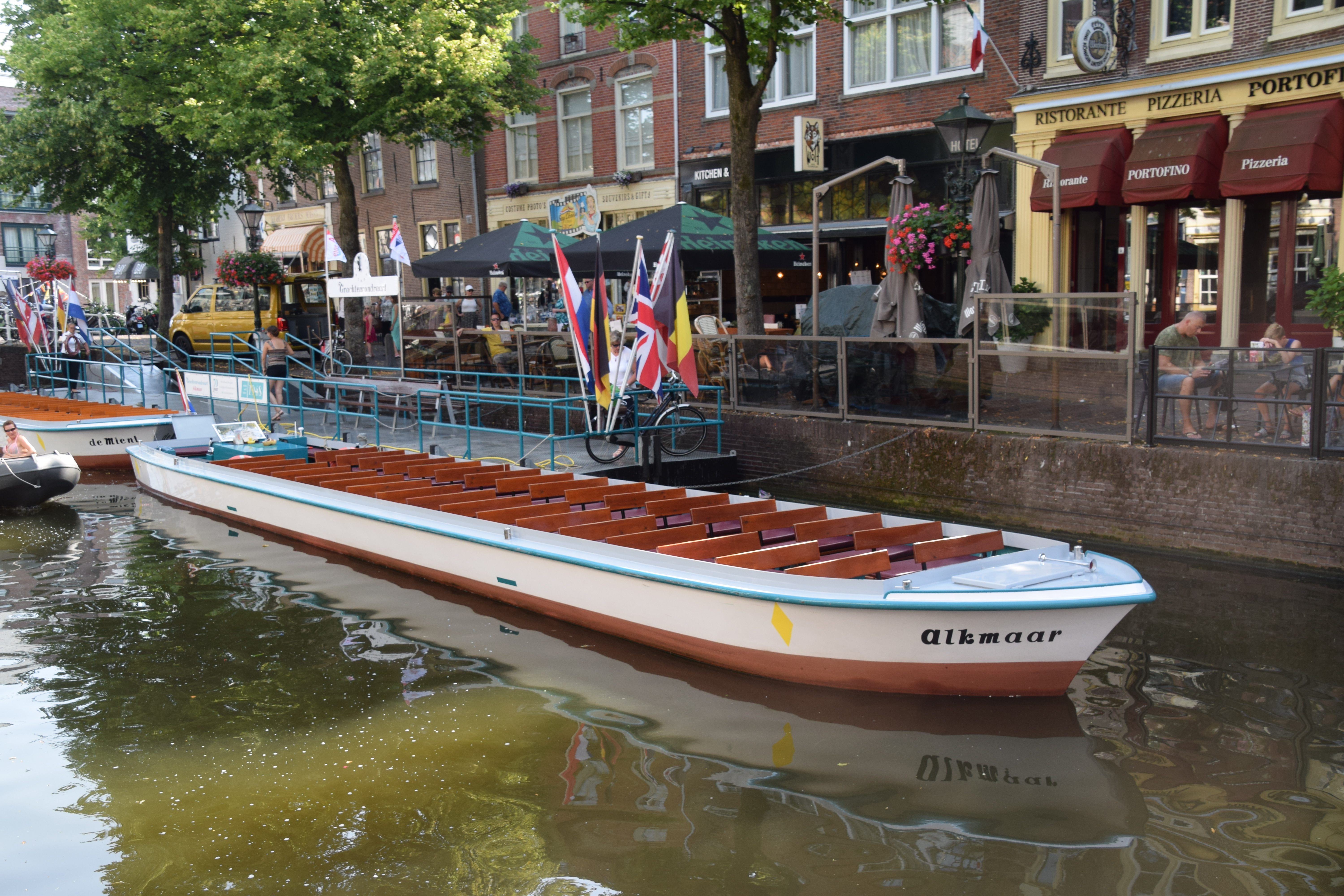
Open rondvaartboot ALKMAAR in Alkmaar

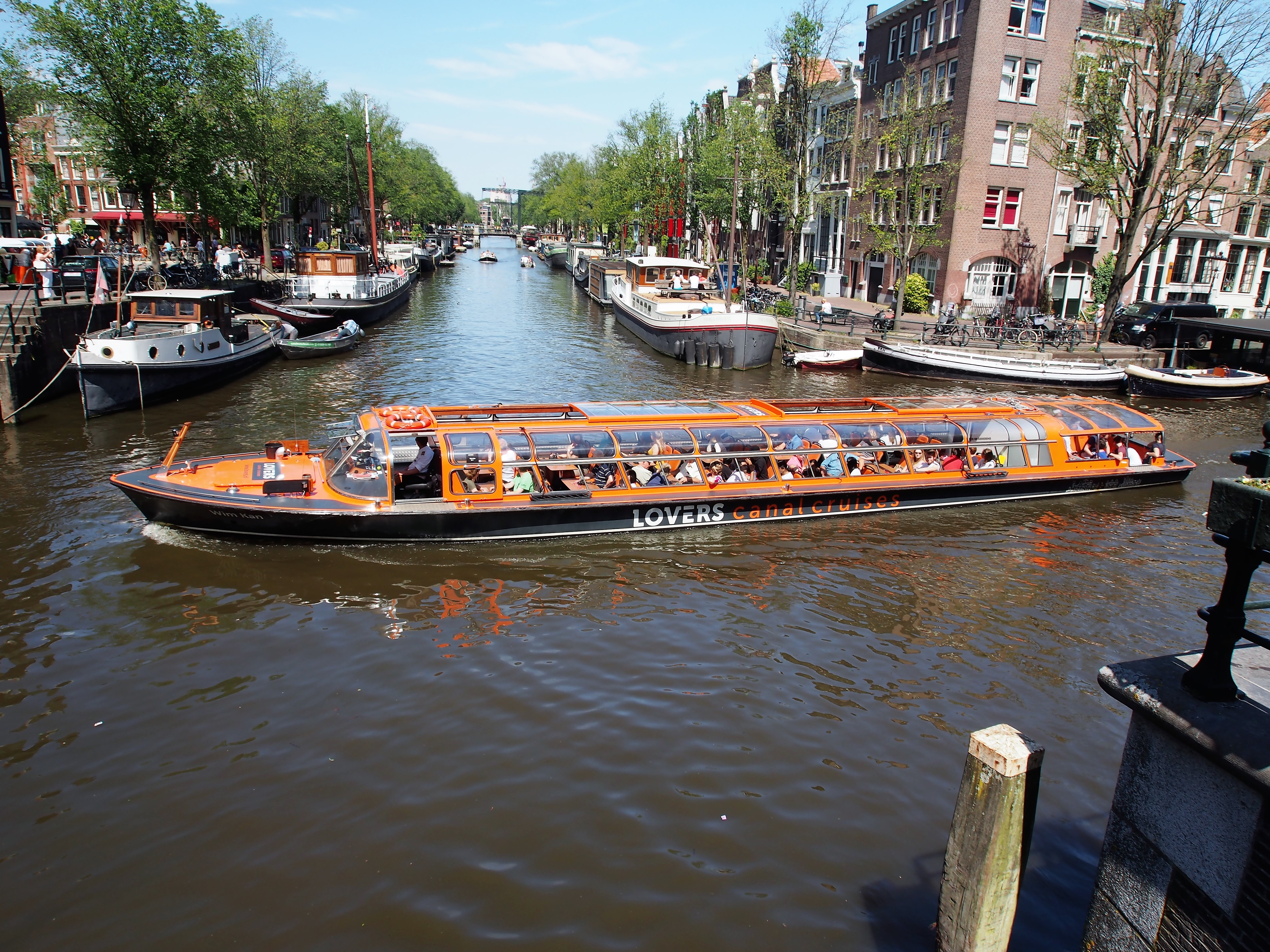
Rondvaartboot WIM KAN van het Amsterdamse grachtentype in Amsterdam

Het Giethoorn-arrest is de naam waaronder artikel 7.5 van de Binnenvaartregeling bekend is. Het is formeel geen arrest, het is niet op een uitspraak gebaseerd. 
Op basis van dit artikel mag iemand varen:
- met een klein vaarbewijs als schipper op open rondvaartboten. Dat zijn rondvaartboten korter dan 20 meter, die met een gele ruit varen ten behoeve van de herkenbaarheid;
- met een vrijstellingsbewijs schipper rondvaartboot van het Amsterdamse grachtentype, op zulke schepen;

indien het schip vaart op de binnenwateren van zone 4, dan wel op de Beulakerwiede of de Belterwiede. Die Beulakerwiede en Belterwiede liggen beide in de omgeving van Giethoorn.

## Binnenvaartregeling Artikel 7.5
Een vaarbewijs is niet vereist, behoudens voor zover het betreft schepen als bedoeld in artikel 16, onderdeel d, van het besluit, voor open rondvaartboten als bedoeld in artikel 1.1, bestemd of gebezigd voor het bedrijfsmatig vervoer van meer dan twaalf personen buiten de bemanning, met een lengte gemeten op het vlak van de grootste inzinking van minder dan 20 meter, voor zover de schipper in het bezit is van een klein vaarbewijs of een vrijstellingsbewijs als bedoeld in artikel 7.6, eerste lid, onderdeel a en indien het schip vaart op de binnenwateren van zone 4, dan wel op de Beulakerwiede of de Belterwiede.
De bedoelde schepen van artikel 16, onderdeel d, van het besluit zijn:
schepen met een lengte van minder dan 15 meter die door middel van de eigen mechanische voortstuwingsmiddelen een snelheid van meer dan 20 kilometer per uur ten opzichte van het water kunnen bereiken, en niet behoren tot de in artikel 14, eerste lid, onderdelen b, c, d en e, genoemde schepen.
En dat mogen dus volgens artikel 14, eerste lid, onderdelen b, c, d en e dus niet zijn: 
b. passagiersschepen;
c. veerponten die:
1°. zijn bestemd of worden gebruikt voor het bedrijfsmatig vervoer van meer dan twaalf personen buiten de bemanningsleden, of
2°. Door middel van de eigen mechanische voortstuwingsmiddelen een snelheid van 30 kilometer per uur of meer ten opzichte van het water kunnen bereiken;
d. veerboten, of
e. sleepboten, duwboten of sleepduwboten.